# بچه کوکاکولا
بچه‌ کوکاکولا یک فیلم کمدی-رمانتیک استرالیایی محصول سال ۱۹۸۵ است. این فیلم به کارگردانی دوشان ماکاویِو ساخته شده و اریک رابرتس و گرتا اسکاکی در آن ایفای نقش کرده‌اند. این فیلم در جشنواره‌ی فیلم کن ۱۹۸۵ به نمایش درآمد.

## خلاصه داستان
بِکِر (با بازی رابرتس)، یک مدیر بازاریابی آمریکایی جاه‌طلب از شرکت کوکاکولا، برای بررسی فعالیت‌های شرکت در استرالیا به سیدنی سفر می‌کند. او تلاش دارد بفهمد چرا منطقه‌ای کوچک در استرالیا (شهر خیالی اندِرسون ولی) تاکنون در برابر محصولات کوکاکولا مقاومت کرده است. در همین حین، به‌طور تصادفی با تری (با بازی اسکاکی)، منشی‌ای که به او اختصاص داده شده، برخورد می‌کند.
بکر متوجه می‌شود که یک تولیدکننده‌ی محلی نوشابه که توسط فردی عجیب‌وغریب اداره می‌شود، توانسته است در برابر برند آمریکایی مقاومت کند. او تصمیم می‌گیرد که جنگی تمام‌عیار در بازاریابی علیه این تولیدکننده راه بیندازد اما در نهایت در مورد نقش خود در این غول شرکتی تجدیدنظر می‌کند. در طول داستان، خرده‌روایت‌های طنزی نیز وجود دارد، از جمله شوهر سابق خشن مدیر دفتر، تلاش بکر برای یافتن «صدای استرالیا» و همچنین پیشخدمتی عجیب که به اشتباه فکر می‌کند بکر یک مأمور مخفی است.
نزاعی که در پی مأموریت بکر رخ می‌دهد، تضاد نگرش‌های آمریکایی و استرالیایی را در موضوعاتی از سیاست گرفته تا جنسیت به نمایش می‌گذارد و در نهایت به ادغام دو طرف منتهی می‌شود.

## بازیگران
- اریک رابرتس در نقش بکر
- گرتا اسکاکی در نقش تری
- بیل کر در نقش تی. جورج مک‌داول
- کریس هیوود در نقش کیم
- کریس مک‌کوئید در نقش جولیانا
- مکس گیلیس در نقش فرانک هانتر
- تونی بری در نقش بوشمن

## بازخوردها
سایت راتن تومیتوز به فیلم بچه‌ کوکاکولا بر اساس ۱۷ نقد، امتیاز ۴۷٪ داده است. راجر ایبرت به این فیلم امتیاز ۳ از ۴ ستاره داد و اظهار داشت که فیلم "پر از لحظات الهام‌بخش" است اما معتقد بود که "نیمه‌ی دوم فیلم ... به وعده‌های نیمه‌ی اول عمل نمی‌کند."